# Kārsiyāng
Kārsiyāng är en ort i Indien.   Den ligger i distriktet Darjiling och delstaten Västbengalen, i den nordöstra delen av landet, 1 100 km öster om huvudstaden New Delhi. Kārsiyāng ligger 1 501 meter över havet och antalet invånare är 46 427.
Terrängen runt Kārsiyāng är bergig österut, men västerut är den kuperad. Runt Kārsiyāng är det tätbefolkat, med 343 invånare per kvadratkilometer. Närmaste större samhälle är Darjeeling, 16,8 km norr om Kārsiyāng. I omgivningarna runt Kārsiyāng växer i huvudsak blandskog.